# 이사벨 주얼

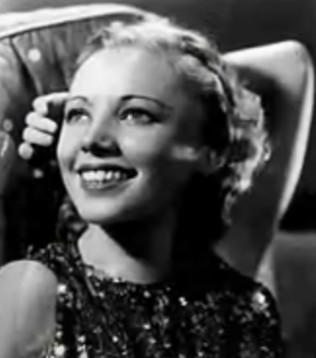

이사벨 주얼(Isabel Jewell, 1907년 7월 19일 ~ 1972년 4월 5일)는 미국의 배우, 연극 배우, 텔레비전 배우, 영화배우이다.
로스앤젤레스에서 사망하였다.

## 영화
- 어라우저 (1972년)
- 거짓 편지 (1948년)
- 본 투 킬(영어판) (1947년)
- 비숍스와이프 (1947년)
- 일곱 번째 희생자 (1943년)
- 표범 인간 (1943년)
- 하이 시에라 (1941년)
- 아이린 (1940년)
- 바람과 함께 사라지다 (1939년)
- 스윙 잇, 세일러! (1938년)
- 실링 제로 (1936년)
- 고 웨스트 영 맨 (1936년)
- 발리언트 이즈 더 워드 포 캐리 (1936년)
- 두 시민 이야기 (1935년)
- 맨하탄 멜로드라마 (1934년)
- 에벌린 프렌티스 (1934년)
- 밤쉘 (1933년)
- 삶의 설계 (1933년)
- 카운셀러 엣 로 (1933년)